# Andrzej Przenniak
Andrzej Przenniak (ur. 29 maja 1953 w Mysłowicach) – polski piłkarz grający na pozycji napastnika. Wieloletni zawodnik Odry Opole.

## Kariera
Karierę piłkarską zaczynał w trampkarzach Górnika 09 Mysłowice. Ponieważ ze względu na warunki fizyczne (1,67 m wzrostu i 61 kg wagi) miał trudności z załapaniem się do drużyny juniorów przeniósł się z Górnika do Ruchu Chorzów. W chorzowskim klubie jako junior został włączony do szerokiej kadry pierwszego zespołu, którego trenerem był Michal Vičan. Niestety ówczesna drużyna „Niebieskich” miała w składzie wielu znakomitych piłkarzy m.in.: Zygmunt Maszczyk, Joachim Marx i Bronisław Bula i Przenniakowi nie udało przebić się do pierwszej jedenastki.
W Chorzowie dojrzeli go działacze II-ligowego AKS Niwka, jednakże działacze „Niebieskich” nie zgodzili się na transfer do sosnowieckiego klubu. Przenniak wrócił zatem do Górnika Mysłowice, gdzie ponownie mógł być z rodziną. Wysłannicy ligowych zespołów piłkarskich nie próżnowali i składali propozycji gry m.in. z CKS-u Czeladź. Ostatecznie to działaczom Unii Tarnów udało się sprowadzić utalentowanego piłkarza do siebie. W drużynie „Jaskółek” Przenniak występował przez dwa lata i zyskał opinie dobrego napastnika.
Andrzej Przenniak w 1978 roku, po dwóch latach gry w Tarnowie, przeniósł się do Odry Opole, której wówczas trenerem był Antoni Piechniczek, i w ten sposób zadebiutował w ekstraklasie w wieku 25 lat. W pierwszej rundzie sezonu 1978/1979 świętował z Odrą tytuł „Mistrza Jesieni”, jednak runda wiosenna nie była już tak udana i klub zakończył rozgrywki na 5.miejscu, a Przenniak w 29 meczach strzelił 2 gole. Później był wyróżniający się zawodnikiem Odry w zespole
Józefa Zwierzyny, Józefa Stanko i Grzegorza Polakowa. W drużynie z Oleskiej grał do spadku jej z ekstraklasy w sezonie 1980/1981 i w niższych ligach. Grał między innymi w III lidze ponownie w Górniku 09 Mysłowice w latach 1983–1989, gdzie po spadku do Okręgówki w 1985 r. już w 1987 r. zdobył mistrzostwo ligi Okręgowej i awansował z „Kociną” ponownie do III ligi. W sumie w ekstraklasie strzelił dla Odry 11 bramek.

## Osiągnięcia

### Odra Opole
- Mistrz Jesieni w sezonie 1978/1979